# Malawimonadida
A Malawimonadida az eukarióták közt bazális helyzetű ostorosok rendszertani csoportja, jelenleg 3 fajjal. Gyakran a parafiletikus Excavata tagjainak tekintik.

## Morfológia
Elülső ostoruk az elülső bazális test elülső felszínén ered, a mikrotubulusait tartó rostok összetettek.

## Evolúció
Az eukarióták közt bazális helyzetű klád, de nincs megegyezés más bazális csoportokkal, például a Discobával, a Metamonadával, az Ancyromonadidával és a Podiatával való kapcsolatairól. Testvércsoportja elemzések között változó. Egyes filogenetikai elemzések szerint a Podiata testvércsoportja, mások szerint a Discobáé vagy a Metamonadáé. Kevés modern elemzés adja vissza a Malawimonadida, a Discoba és a Metamonada kládokat, monofiletikus Excavatát eredményezve. Példa lehetséges kladogramra:
|  | Tsukubea                                                     |
|  |                                                              |
|  | \| \| Euglenozoa \| \| \| \| \| \| Heterolobosea \| \| \| \| |
|  |                                                              |
|  | Euglenozoa                                                   |
|  |                                                              |
|  | Heterolobosea                                                |
|  |                                                              |

|  | Euglenozoa    |
|  |               |
|  | Heterolobosea |
|  |               |

|  | Tsukubea                                                     |
|  |                                                              |
|  | \| \| Euglenozoa \| \| \| \| \| \| Heterolobosea \| \| \| \| |
|  |                                                              |
|  | Euglenozoa                                                   |
|  |                                                              |
|  | Heterolobosea                                                |
|  |                                                              |

|  | Euglenozoa    |
|  |               |
|  | Heterolobosea |
|  |               |

|  | CRuMs                                   |
|  |                                         |
|  | Amorphea (Amoebozoa, Opisthokonta stb.) |
|  |                                         |

|  | Tsukubea                                                     |
|  |                                                              |
|  | \| \| Euglenozoa \| \| \| \| \| \| Heterolobosea \| \| \| \| |
|  |                                                              |
|  | Euglenozoa                                                   |
|  |                                                              |
|  | Heterolobosea                                                |
|  |                                                              |

|  | Euglenozoa    |
|  |               |
|  | Heterolobosea |
|  |               |

|  | Tsukubea                                                     |
|  |                                                              |
|  | \| \| Euglenozoa \| \| \| \| \| \| Heterolobosea \| \| \| \| |
|  |                                                              |
|  | Euglenozoa                                                   |
|  |                                                              |
|  | Heterolobosea                                                |
|  |                                                              |

|  | Euglenozoa    |
|  |               |
|  | Heterolobosea |
|  |               |

|  | CRuMs                                   |
|  |                                         |
|  | Amorphea (Amoebozoa, Opisthokonta stb.) |
|  |                                         |

Az utolsó eukarióta közös ős (LECA) a Malawimonadidára vagy a Jakobidára hasonlíthatott, és összetett ostorasszociált sejtváza lehetett. Mivel a Malawimonadida rendelkezett RABL2-homológgal, feltételezhető, hogy a LECA is rendelkezett vele.

## Szaporodás
Ivartalanul szaporodik. Bár nem figyelték meg benne ivaros szaporodást, plazmogámiához vagy kariogámiához fontos génjei vannak, például HAP2- és GEX1-homológok. Ezek jelenléte azonban nem vonja maga után az ivaros szaporodást, mivel a szintén rekombinációval járó paraszexualitás is hasonló géneket igényel, illetve a HAP2-homológok hiánya nem jelent egyértelmű bizonyítékot az ivartalan szaporodásra, mivel számos ivarosan szaporodó taxonban – például a gombákban, a legtöbb állatban, beleértve az embert – nem található HAP2-homológ.

## Taxonómia

### Történet
A Malawimonadida rendet először 2003-ban írta le Thomas Cavalier-Smith. 2013-ban osztályként is leírták (Malawimonadea), és a Neolouka altörzsbe helyezték a polifiletikus Loukozoa törzsön belül, melynek további tagjai a Metamonada, a Jakobea és a Tsukubea. Később ez felbomlott, és a Neolouka törzs lett. Végül e csak a Malawimonadidát tartalmazó törzset 2021-ben átnevezte Malawimonadára, és azonos nevű önálló országba helyezte.

### Tagjai
Eleinte a Malawimonadida monotipikus rend volt, kizárólag a Malawimonadidae családdal és a Malawimonas nemzetséggel. 2018-ban írták le először és helyezték ide a Gefionella nemzetséget. 2020-ban a csoport tagja lett az Imasidae család és az Imasa. Jelenleg a Malawimonadida 2 családot, 3 nemzetséget és 3 elismert fajt tartalmaz.

### Külső filogenetika
2015-ben Derelle et al. a Malawimonadidát az Opimodába sorolta.

## Fordítás
Ez a szócikk részben vagy egészben  a   Malawimonad című angol Wikipédia-szócikk ezen változatának fordításán alapul.  Az eredeti cikk szerkesztőit annak laptörténete sorolja fel. Ez a jelzés csupán a megfogalmazás eredetét és a szerzői jogokat jelzi, nem szolgál a cikkben szereplő információk forrásmegjelöléseként.